# عصفور الملك
عصفور الملك أو الملكاوي (الاسم العلمي:Tyrannus) هي جنس من الطيور يتبع فصيلة عصافير الملك من الرتبة العصفوريات.

## قائمة أنواع عصفور الملك
يوجد عدة أنواع من جنس العصفور الملك:
- عصفور الملك الثلجي الحنجرة (الاسم العلمي:Tyrannus niveigularis)
- عصفور الملك الأبيض الحنجرة (الاسم العلمي:Tyrannus albogularis)
- عصفور الملك المداري (الاسم العلمي:Tyrannus melancholicus)
- عصفور الملك الكوشي (الاسم العلمي:Tyrannus couchii)
- عصفور الملك الكاسيني (الاسم العلمي:Tyrannus vociferans)
- عصفور الملك السميك المنقار (الاسم العلمي:Tyrannus crassirostris)
- عصفور الملك الغربي (الاسم العلمي:Tyrannus verticalis)
- عصفور الملك المقصي الذيل (الاسم العلمي:Tyrannus forficatus)
- عصفور الملك شوكي الذيل (الاسم العلمي:Tyrannus savana)
- عصفور الملك الشرقي (الاسم العلمي:Tyrannus tyrannus)
- عصفور الملك الرمادي (الاسم العلمي:Tyrannus dominicensis)
- عصفور الملك الحزمي الذيل (الاسم العلمي:Tyrannus caudifasciatus)
- عصفور الملك العملاق (الاسم العلمي:Tyrannus cubensis)